# Саекі но Іваю
Саекі но Іваю (д/н — після 710) — середньовічний японський державний та військовий діяч наприкінці періоду Асука. Один з перших відомих сьоґунів.

## Життєпис
Походив з аристократчиного роду Саекі. Другий син Саекі но Маро, кокусі провінції Бінґо. Про дату народження та початок кар'єри нічого невідомо. У 690-х роках отримав молодший п'ятий ранг та посаду кокусі провінції Ісе. У 697 році отримав верхню ступінь 5 молодшого рангу та 10 дворів.
702 року призначено зовнішнім секретарем (ґьонкі) дайдзьокана (Вищої державної ради), що відповідав за збирання податків. Того ж року отримує старший п'ятий ранг. В подальшому призначено старшим помічником Міністра народних справ.
У 709 році з огляду на повстання еміші на півночі держави разом з Косе но Маро очолив військовий похід. Саекі но Іваю отримав посаду чінтекі сьоґун — «полководець — завойовник варварів Заходу». На чолі флотилії рушив узбережжям Японського моря, висадившись на захід о. Хонсю. Тут успішно воював з супротивником, внаслідок цього зміцнив позиції японців, розширивши володіння від фортеці Дева, захистивши увесь повіт. Але рушити у гори не наважився.
Остання згадка про Саекі но Іваю відноситься до 710 року, коли він на посаді очільника правого кінного загону служив під орудою Отомо но Табіто брав участь у урочистій процесії вулицею судзуки до імператорського палацу (в ній вперше зафіксовано участь представникі вплемен еміші і хаято). Того ж року отримав нижню ступінь 5 старшого рангу. Подальша доля невідома.